# PRB-M35
PRB-M35 – belgijska fugasowa mina przeciwpiechotna.
Mina PRB-M35 składa się z korpusu z tworzywa sztucznego, materiału wybuchowego i zapalnika naciskowego. Masa zawartego w minie metalu jest zbliżona do 1 g co sprawia, że jest ona trudna do wykrycia przy pomocy wykrywaczy. Miny PRB-M35 działają poprawnie przy temperaturach otoczenia od -40 do +60 °C. Ustawianie ręczne, minę uzbraja się poprzez wkręcenie zapalnika i uzbraja poprzez wyciągnięcie zawleczki. Miny tego typu mogą być ustawiane gęsto ponieważ materiał wybuchowy którym są elaborowane charakteryzuje się wysoką stabilnością i ryzyko przenoszenia się eksplozji na kolejne miny jest minimalne.